# Thilo Kehrer
Thilo Kehrer (Tubinga, Alemanya, 21 de setembre de 1996) és un futbolista alemany. Juga de defensa i el seu equip actual és l'AS Monaco. És internacional absolut amb la selecció d'Alemanya des del 2018.

## Trajectòria

### Clubs
Kehrer va néixer a Tübingen i va fitxar pel VfB Stuttgart el 2012. Temps després, va canviar de club i va començar a jugar en les divisions juvenils del Schalke 04, i va guanyar la temporada 2013-14 el títol de la Bundesliga en la categoria sub-19. Va ser ascendit al primer equip el 2015 i va realitzar el seu debut el 6 de febrer de 2016 en una victòria per 3-0 contra el VfL Wolfsburgo.
El seu primer gol amb el Schalke 04 el va marcar l'1 d'abril de 2017 en el derbi contra el Borussia Dortmund, als tretze minuts del final del partit, que va acabar empatat 1-1. El 16 d'agost de 2018, després de jugar 59 partits i marcar quatre gols amb el seu equip en totes les competicions, va ser fitxat pel París Saint-Germain i va signar un contracte per cinc anys amb la institució, que va pagar trenta-set milions d'euros per comprar-lo. Va realitzar el seu debut amb el club francès el 25 d'agost en un partit davant l'Angers SCO en el qual, als vint-i-dos minuts, va concedir un penal que Thomas Mangani va convertir en gol; Kehrer va ser substituït en el segon temps i el seu equip va guanyar per 3-1.

### Internacional
Kehrer va tenir l'oportunitat de jugar amb la selecció de Burundi a causa de l'origen de la seva mare, però va decidir representar internacionalment la selecció alemanya, amb la qual va començar a jugar en les seves categories juvenils el 2012. Amb la selecció sub-19, va disputar el Campionat Europeu de la UEFA Sub-19 2015. El 2017, es va consagrar campió de l'Eurocopa Sub-21 celebrada a Polònia, encara que només va disputar un partit en tota la competició, en la semifinal contra la selecció anglesa. L'agost de 2018, l'entrenador de la selecció absoluta, Joachim Löw, el va convocar per al partit contra França per la Lliga de les Nacions de la UEFA. Si bé no va jugar aquest partit, que va acabar empatat sense gols, el 9 de setembre va realitzar el seu debut amb el seleccionat alemany en un partit amistós davant Perú que va finalitzar en 2:1 al seu favor; Kehrer va ingressar al terreny de joc en el minut 72 després de reemplaçar Matthias Ginter.